# Dolerus elderi
Dolerus elderi är en stekelart som beskrevs av Kincaid 1900. Dolerus elderi ingår i släktet Dolerus, och familjen bladsteklar. Arten har ej påträffats i Sverige.